# Calape, Bohol

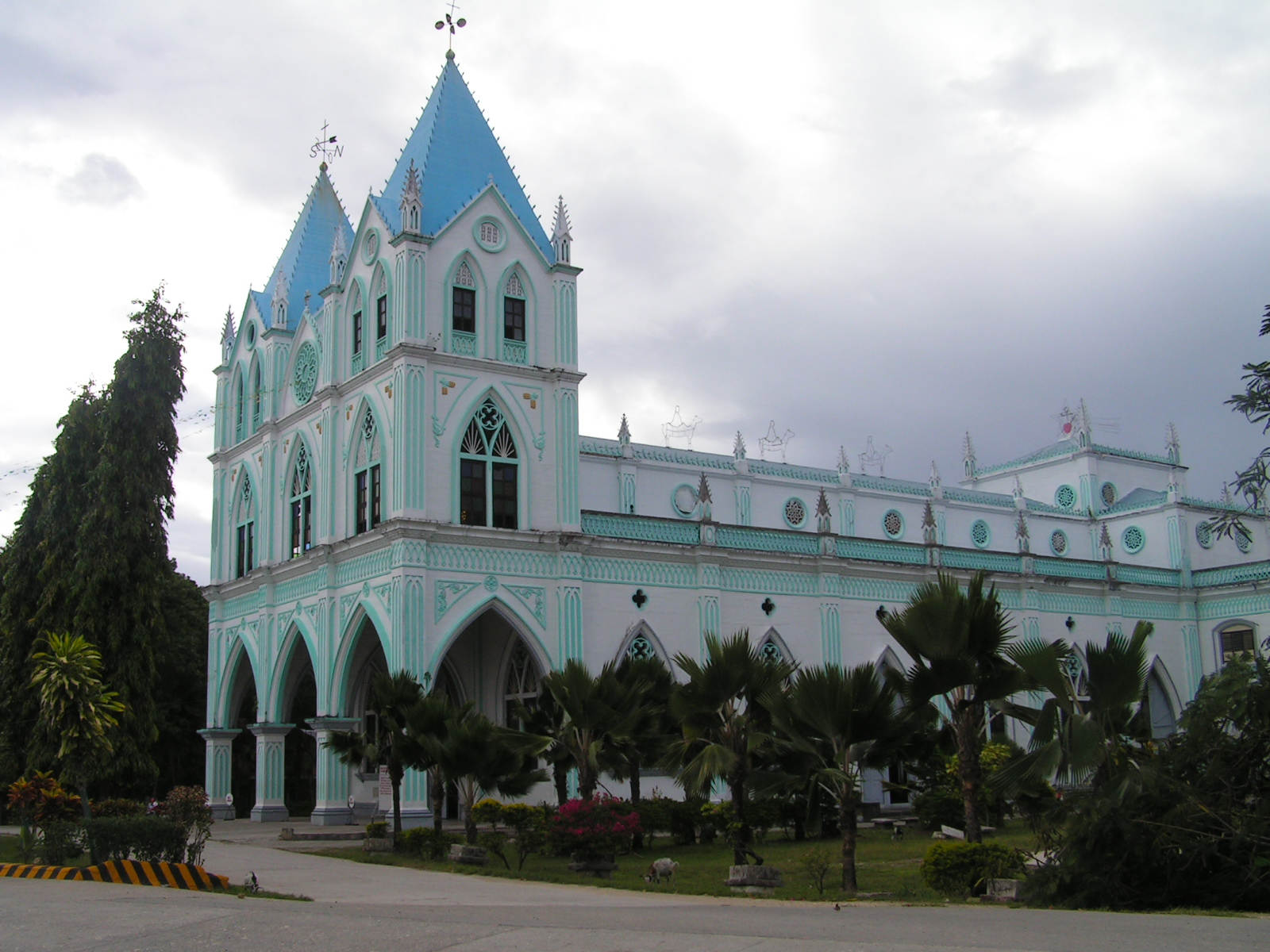
Roman Catholic Church, Calape, Bohol

Calape là một đô thị ở tỉnh Bohol, Philippines. Theo điều tra dân số năm 2000, đô thị này có dân số 27.921 người trong 5.588 hộ.

## Các đơn vị hành chính
Calape về mặt hành chính được chia thành 33 khu phố (barangay).
| - Abucayan Norte - Abucayan Sur - Banlasan - Bentig - Binogawan - Bonbon - Cabayugan - Cabudburan - Calunasan - Camias - Canguha | - Catmonan - Desamparados - Kahayag - Kinabag-an - Labuon - Lawis - Liboron - Looc - Lomboy - Lucob - Madangog | - Magtongtong - Mandaug - Mantatao - Sampoangon - San Isidro - Santa Cruz (Centro) - Sohoton - Talisay - Tinibgan - Tultugan - Ulbujan |